# Адамовский район
Ада́мовский райо́н — административно-территориальная единица (район) и муниципальное образование (муниципальный район) в восточной части Оренбургской области России.
Административный центр — посёлок Адамовка, расположен на расстоянии в 440 км к востоку от Оренбурга.

## География
Расположен на востоке Оренбургской области в 440 км от областного центра. Район занимает площадь 6291 км², что составляет 5 процентов от территории области. Наибольшая протяженность с севера на юг — 95 км, с запада на восток — 130 км. Район граничит с Кваркенским, Новоорским, Домбаровским, Ясненским и Светлинским районами Оренбургской области и Костанайской областью республики Казахстан. По территории района протекает река Урус-Кискен.

## История
Впервые Адамовский район был образован 1 апреля 1921 года в составе Кустанайской губернии в составе Киргизской АССР. Однако уже 15 августа 1922 он был ликвидирован.
Вновь район образован в 1930 году в составе Казакской АССР в составе РСФСР. В 1932 году вошёл в состав Актюбинской области Казакской АССР, а затем был передан в Оренбургскую область РСФСР.
В 1934 году на территории района было создано 22 колхоза, две машинно-тракторные станции (МТС) и один совхоз, которыми обрабатывалось 23 970 га пашни.
7 декабря 1934 года, при образовании Оренбургской области, Адамовский район был передан из состава Актюбинской области Казакской АССР (входившей в состав РСФСР) в состав вновь образованной Оренбургской области.

## Население
| 2002    | 2003    | 2004    | 2009    | 2010    | 2012    | 2013    | 2014    | 2015    |
| ------- | ------- | ------- | ------- | ------- | ------- | ------- | ------- | ------- |
| 31 133  | ↘31 100 | ↘30 900 | ↘29 751 | ↘26 079 | ↘25 677 | ↘25 453 | ↘24 956 | ↘24 550 |
| 2016    | 2017    | 2018    | 2019    | 2020    | 2021    |         |         |         |
| ↘24 168 | ↘23 787 | ↘23 088 | ↘22 397 | ↘21 693 | ↘20 227 |         |         |         |

Национальный состав Адамовского района по данным переписи населения 1939 года: казахи — 45 % или 9 264 чел., украинцы — 30,6 % или 6 291 чел., русские — 21,7 % или 4 475 чел. Всего на территории района проживало 20 581 чел.
Население района во многом сформировалось в результате волн переселения, связанных со Столыпинской реформой и освоением целинных и залежных земель. В результате сложилась очень пёстрая по национальному составу мозаика. В районе проживают более 50 национальностей. Согласно переписи населения 2020 года. Всего указало национальность 20 094 чел. Наиболее многочисленны русские 11 383 (56,6 %), казахи 6 805 (33,9 %), украинцы 628 (3,1 %). Также яркими национальными группами представлены татары, мордва, башкиры, немцы и другие народы. В последнее время, за счёт миграционных процессов, увеличилась массовая доля народов Кавказа: армян, осетин, азербайджанцев и т. д.  В основном население концентрируется в наиболее крупных населённых пунктах.

## Территориальное устройство
Адамовский район как административно-территориальная единица области включает 9 сельсоветов и 2 поссовета. В рамках организации местного самоуправления,  Адамовский муниципальный район включает соответственно 11 муниципальных образований со статусом сельских поселений (сельсоветов/поссоветов):
| №  | Муниципальное образование | Административный центр | Количество населённых пунктов | Население (чел.) | Площадь (км²) |
| -- | ------------------------- | ---------------------- | ----------------------------- | ---------------- | ------------- |
| 1  | Адамовский поссовет       | посёлок Адамовка       | 9                             | ↘9023            | 1207,04       |
| 2  | Аниховский сельсовет      | село Аниховка          | 3                             | ↘1093            | 554,63        |
| 3  | Брацлавский сельсовет     | село Брацлавка         | 4                             | ↘1103            | 652,78        |
| 4  | Елизаветинский сельсовет  | село Елизаветинка      | 3                             | ↘1204            | 503,40        |
| 5  | Комсомольский сельсовет   | посёлок Комсомольский  | 3                             | ↘1186            | 782,14        |
| 6  | Майский сельсовет         | посёлок Майский        | 4                             | ↘1409            | 510,36        |
| 7  | Обильновский сельсовет    | посёлок Обильный       | 2                             | ↘388             | 601,16        |
| 8  | Совхозный сельсовет       | посёлок Совхозный      | 2                             | ↘918             | 437,76        |
| 9  | Теренсайский сельсовет    | посёлок Теренсай       | 5                             | ↘2319            | 592,01        |
| 10 | Шильдинский поссовет      | посёлок Шильда         | 2                             | ↘1729            | 93,03         |
| 11 | Юбилейный сельсовет       | посёлок Юбилейный      | 3                             | ↘711             | 356,61        |

### Населённые пункты
В Адамовском районе 40 населённых пунктов.
| №  | Населённый пункт | Тип     | Население (чел.) | Муниципальное образование |
| -- | ---------------- | ------- | ---------------- | ------------------------- |
| 1  | 435 км           | разъезд | 6                | Шильдинский поссовет      |
| 2  | Адамовка         | посёлок | ↗8288            | Адамовский поссовет       |
| 3  | Айдырлинск       | посёлок | 205              | Адамовский поссовет       |
| 4  | Андреевка        | село    | 258              | Теренсайский сельсовет    |
| 5  | Аневка           | село    | 254              | Брацлавский сельсовет     |
| 6  | Аниховка         | село    | 932              | Аниховский сельсовет      |
| 7  | Баймурат         | село    | 182              | Елизаветинский сельсовет  |
| 8  | Белополье        | посёлок | 364              | Теренсайский сельсовет    |
| 9  | Брацлавка        | село    | 947              | Брацлавский сельсовет     |
| 10 | Джарабутак       | посёлок | 78               | Комсомольский сельсовет   |
| 11 | Джарлинский      | посёлок | 561              | Адамовский поссовет       |
| 12 | Джасай           | село    | 372              | Аниховский сельсовет      |
| 13 | Джусинск         | посёлок | 17               | Адамовский поссовет       |
| 14 | Елизаветинка     | село    | 1149             | Елизаветинский сельсовет  |
| 15 | Жуламансай       | посёлок | 331              | Юбилейный сельсовет       |
| 16 | Жуламансай       | разъезд | 27               | Юбилейный сельсовет       |
| 17 | Заполье          | посёлок | 71               | Комсомольский сельсовет   |
| 18 | Каинсай          | село    | 111              | Брацлавский сельсовет     |
| 19 | Каменецк         | село    | 192              | Брацлавский сельсовет     |
| 20 | Карабутак        | село    | 206              | Адамовский поссовет       |
| 21 | Комсомольский    | посёлок | 1458             | Комсомольский сельсовет   |
| 22 | Коскуль          | село    | 252              | Майский сельсовет         |
| 23 | Красноярск       | село    | 225              | Аниховский сельсовет      |
| 24 | Кусем            | село    | 343              | Майский сельсовет         |
| 25 | Майский          | посёлок | 993              | Майский сельсовет         |
| 26 | Мещеряковский    | посёлок | 294              | Совхозный сельсовет       |
| 27 | Нижняя Кийма     | село    | 402              | Адамовский поссовет       |
| 28 | Новоадамовка     | посёлок | 100              | Адамовский поссовет       |
| 29 | Нововинницкое    | посёлок | 260              | Адамовский поссовет       |
| 30 | Новосовхозный    | посёлок | 163              | Обильновский сельсовет    |
| 31 | Обильный         | посёлок | 682              | Обильновский сельсовет    |
| 32 | Осетин           | село    | 17               | Адамовский поссовет       |
| 33 | Речной           | посёлок | ↘391             | Майский сельсовет         |
| 34 | Слюдяной         | посёлок | 370              | Теренсайский сельсовет    |
| 35 | Совхозный        | посёлок | 891              | Совхозный сельсовет       |
| 36 | Теренсай         | посёлок | 1284             | Теренсайский сельсовет    |
| 37 | Теренсай         | станция | 709              | Теренсайский сельсовет    |
| 38 | Шильда           | посёлок | ↘2184            | Шильдинский поссовет      |
| 39 | Энбекши          | посёлок | 317              | Елизаветинский сельсовет  |
| 40 | Юбилейный        | посёлок | 699              | Юбилейный сельсовет       |

Упразднённые населённые пункты
23 января 1998 года были упразднены разъезды 4 км, 10 км, 20 км и станция Аниховка.
19 февраля 1999 года был упразднён посёлок Ленинский.
1 ноября 2008 года был упразднён хутор Мары.

## Экономика

### Сельское хозяйство
Адамовский район — крупный сельскохозяйственный район с развитой инфраструктурой, один из лидеров сельскохозяйственного производства в области. На территории района действуют 12 малых, 47 крестьянско-фермерских и 9 крупных сельскохозяйственных предприятий (ЗАО «Адамовское», СПК «Аниховский», ООО «Брацлавское», СПК «Комсомольский», ЗАО «Майский», ФГУП «Советская Россия», СПК «Теренсайский», ЗАО «Шильдинское», ЗАО «Юбилейное»), основное направление деятельности которых составляет зерновое производство. На растениеводство приходится 59,3 % всей валовой продукции сельского хозяйства района. Общая площадь сельхозугодий составляет 587344 га, из них пашня — 43 %, сенокосы — 12 %, пастбища — 45 %. В 2013 году наивысшие показатели урожайности зерновых показали: ЗАО «Шильдинское» — 13,0 ц/га, ЗАО «Майский» — 12,2 ц/га, СПК «Теренсайский» — 11,2 ц/га. В районе 4 хозяйства занимаются производством и реаелизацие семян — ФГУП «Советская Россия» Россельхозакадемия, ЗАО «Юбилейное», СПК «Комсомольский» и ЗАО «Шильдинское». В семеноводческих хозяйствах создаются запасы семян элиты и высших репродукций для реализации хозяйствам района, области и за её пределы. В районе действуют два элеватора (в Шильде и Теренсае), два цеха производства макаронных изделий, 7 хлебопекарен. Трём сельскохозяйственным предприятиям района присвоен статус племрепродуктора.
В настоящее время завершается перевод социально значимых объектов на индивидуальное отопление. Ведущие строительные и промышленные предприятия — ООО СП «Строитель», ООО СП «ПМК-2», МУП АКС, ООО «Адамовкаагроснабтехсервис», ОАО «Шильдамоторремтехсервис» и др. В районе действуют: районная больница, 6 врачебных амбулаторий и 23 ФАПа; 40 муниципальных учреждений образования, сельскохозяйственный техникум, профессиональное училище; 18 муниципальных унитарных предприятия; районный Дом культуры «Целинник», 11 Сельских Домов культуры, 16 сельских клубов, Центральная библиотека, Детская библиотека, 14 сельских библиотечных филиала, Народный музей, Детская школа искусств, центр детского творчества, детская спортивная школа с новым физкультурно-оздоровительным комплексом. В районе имеется немало исторических памятников: в каждом населённом пункте — центре сельского поселения установлены мемориалы памяти павшим в годы ВОВ, в районном центре установлены памятники землякам, погибшим за Советскую власть. Памятником истории федерального значения является памятник дважды Герою Советского Союза, лётчику-космонавту В. М. Комарову, установленный на месте его гибели близ посёлка Карабутак. Адамовский район — один из немногих в области, где сохранена централизация управления учреждениями культуры. Усилиями органов местного самоуправления они не были переданы на уровень сельских поселений. Это дало возможность не распылять, а концентрировать финансовые средства, направляя их на решение самых острых, жизненно важных проблем, оказывать методическую, организационную помощь.

## Люди, связанные с районом
Адамовский район — место гибели дважды Героя Советского Союза — космонавта Владимира Михайловича Комарова. На месте гибели установлен обелиск, вокруг устроен парк.
 Шеменёв Михаил Иосифович (1908—1947) — участник Великой Отечественной войны, полный кавалер Ордена Славы, наводчик станкового пулемёта 172-го гвардейского стрелкового полка, гвардии старший сержант. Родился в пос. Адамовка.